# Belgian International 2011
Die Belgian International 2011 im Badminton fanden in Leuven vom 15. bis zum 18. September 2011 statt. Der Referee war Eric Lissilour aus Frankreich. Das Preisgeld betrug 15.000 US-Dollar, wodurch das Turnier in das BWF-Level 4A eingeordnet wurde.

## Austragungsort
- Sportoase Philipssite, Philipssite 6

## Finalergebnisse
| Disziplin    | Sieger                     | Finalist                           | Ergebnis          |
| ------------ | -------------------------- | ---------------------------------- | ----------------- |
| Herreneinzel | Brice Leverdez             | Andre Kurniawan Tedjono            | 21:7 13:21 21:11  |
| Dameneinzel  | Olga Konon                 | Larisa Griga                       | 21:12 21:13       |
| Herrendoppel | Adam Cwalina Michał Łogosz | Jürgen Koch Peter Zauner           | 21:11 21:15       |
| Damendoppel  | Shinta Mulia Sari Yao Lei  | Mariana Agathangelou Heather Olver | 21:12 21:18       |
| Mixed        | Chayut Triyachart Yao Lei  | Jorrit de Ruiter Selena Piek       | 23:25 21:16 21:14 |